# Vladimir Solovjov (filosoof)

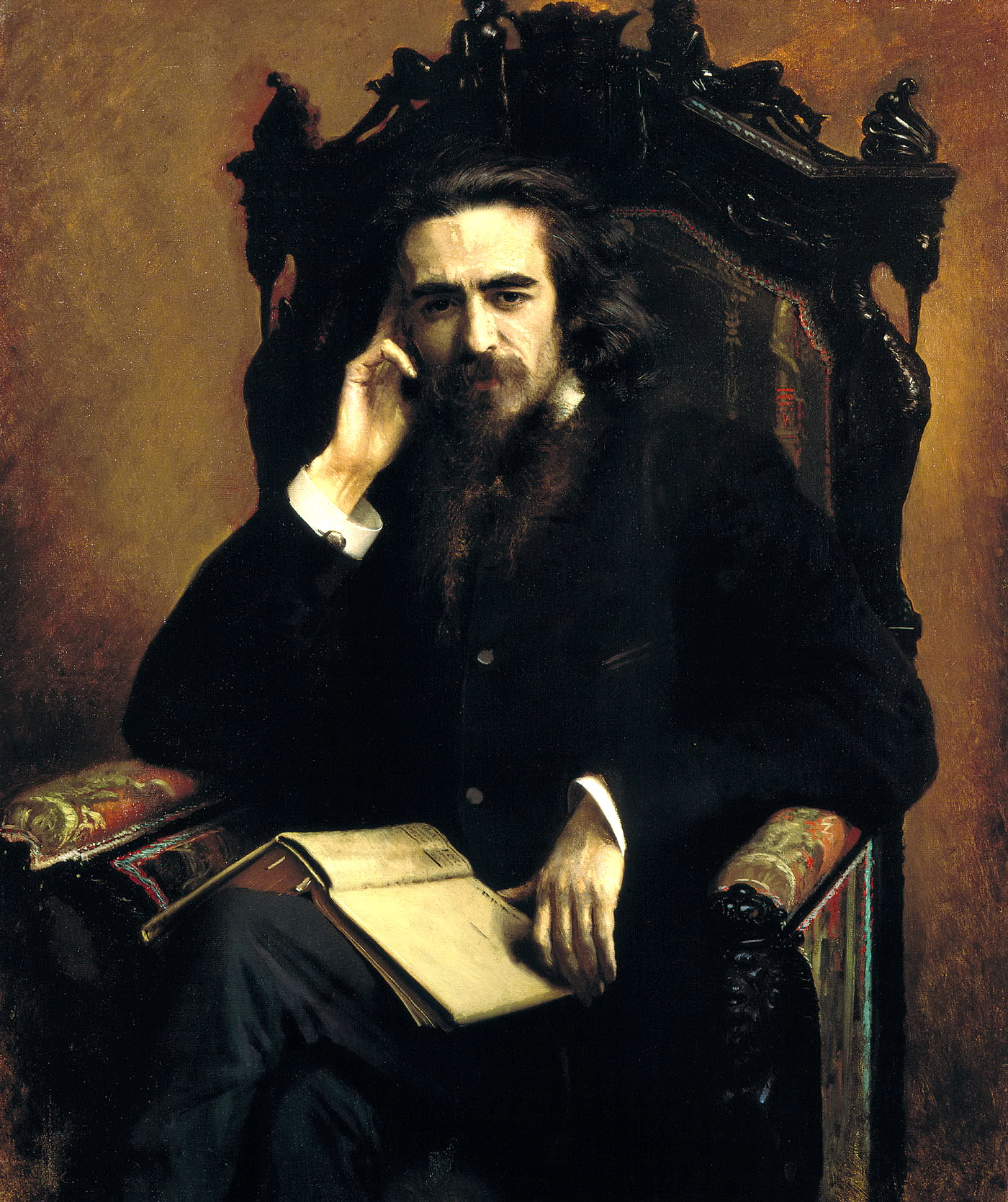
Solovjov door Ivan Kramskoj, 1885

Vladimir Sergejevitsj Solovjov (Russisch: Владимир Сергеевич Соловьёв) (Moskou, 16 januari/28 januari 1853 - Moskou, 31 juli/12 augustus 1900) was een Russisch filosoof, schrijver, dichter en mysticus. Solovjov oefende diepgaande invloed uit op de filosofie van Nikolaj Berdjajev, Sergej Boelgakov en Pavel Florenski. Aan het begin van de 20e eeuw laat het denken van Solovjov zich ook gelden in de poëzie van de Russische symbolisten Aleksandr Blok, Vjatsjeslav Ivanov en Andrej Bely.

## Familie
Vladimir Solovjov groeide op in een russisch-orthodox gezin, waarvan de vader, Sergej Michailovitsj Solovjov (1820-1879), afstamde van een lange reeks orthodoxe priesters, en een beroemd historicus was aan de universiteit van Moskou, die een standaardwerk schreef over de geschiedenis van Rusland. Zijn moeder, Poliksena Vladimirovna, stamde uit een militaire familie met Poolse en Oekraïense wortels.
Vladimirs broer Vsevolod Sergejevitsj Solovjov werd schrijver van historische romans en van A Modern Priestess of Isis (1893, Engelse uitgave 1895, gefinancierd door SPR) over Helena Blavatsky en de theosofie. Vsevolod Sergjevitsj Solovjov was als theosoof teleurgesteld dat Blavatsky hem geen 'verschijnselen' leerde voort te brengen. Door haar critici werd het boek destijds gezien als de belangrijkste zeer kritische bron over haar leven.

## Studie
Vanaf 1864 liep Solovjov school aan het gymnasium in Moskou. Tussen 1869 en 1873 studeerde hij verder aan de Moskouse universiteit. In deze tijd raakte Solovjov onder de indruk van de toen actuele materialistische filosofie en het nihilisme. Eerst door zijn studie van Baruch Spinoza en Arthur Schopenhauer keerde hij terug naar het orthodoxe geloof. Hij besloot bovendien te wisselen van studie: in plaats van natuurwetenschappen koos hij voor de filosofie. Eind 1874 studeerde hij af met het proefschrift "De crisis van de westerse filosofie" en begon met het houden van lezingen over filosofie. Volgens Solovjov moest men tot een synthese komen van het oosterse en westerse denken, die hij vooral zag als een vereniging van de oosterse "inhoudsloze vorm" en westerse "vormloze inhoud" via de weg van contemplatie.

## Christelijke mystiek en politiek
Na een jaar aan de universiteit van Moskou te hebben onderricht, werd hij in 1875 vrijgesteld om een tijd naar Londen te gaan. Daar hield hij zich bezig met de middeleeuwse filosofie en gnostiek. Tijdens een bezoek aan het British Museum had hij een visioen van een schone dame die hij identificeerde met Sophia, de Goddelijke Wijsheid (die hij ook reeds gezien had op 9-jarige leeftijd). Deze keer vertelde ze hem naar Egypte te gaan, waar ze hem opnieuw verscheen in de woestijn. Deze Sophia was voor hem een universeel idee, een combinatie van het eeuwig vrouwelijke en wereldziel, de bestaansgrond van al het zijnde en de Onbevlekte ontvangenis, waarbij hij Bijbelse referenties gebruikte en pantheïsme en een gnostische interpretatie afwees. Hij meende dat het zijn taak was om dat universele idee een rationele, politieke en kerkelijke expressie te verschaffen. Daarop ontwierp Solovjov zijn "De grote strijd en de christelijke politiek", waarin de Sophia zich zou moeten concretiseren. In 1878 presenteerde hij zijn opvattingen in de lezingencyclus »Lezingen over het Godmensdom« in Sint-Petersburg, waar ook Fjodor Dostojevski en Tolstoj regelmatige deelnemers waren. De Sophia was volgens Solovjov zichtbaar te maken in de heerschappij van de universele kerk: een "vrije theocratie". 
Solovjov pleitte in 1881 voor amnestie voor de moordenaars van tsaar Alexander II. Omdat dit niet in goede aarde viel, werd hem door de autoriteiten aanbevolen enige tijd niet meer te onderwijzen. In 1882 nam Solovjov ontslag. Naar aanleiding van deze gebeurtenissen, dacht Solovjov opnieuw na over "De grote strijd en de christelijke politiek" en de verhouding tussen staat en de Russisch-orthodoxe Kerk. Deze kerk maakte zich, zo was Solovjovs ervaring, zonder klachten ondergeschikt aan het wereldlijk gezag. Met de komst van tsaar Alexander III stak het nationalisme in Rusland de kop op, waartegen Solovjov fel ageerde. Nationalisme was volgens hem onverenigbaar met het ware slavendom.

## Theocratie
Tussen 1881 en 1890 werkte hij intensief voor de verzoening van de kerken. In 1887 verscheen de "Geschiedenis en toekomst van de theocratie". De vereniging van alle christenen in een universele kerk en weerstand tegen het wereldlijk gezag vond Solovjov nu in het pausdom. Paradoxaal verklaarde hij zich als Russisch-orthodox gelovige tot aanhanger van de paus, evenwel zonder zich te bekeren tot het Rooms-katholicisme. Het ging hem om het beginsel dat geestelijk gezag belangrijker is dan wereldlijk gezag. Deze kerk was in Solovjovs ogen geen instituut of systeem of doctrine, maar een "organisme van waarheid en liefde". Uit de opheffing van het Grote Schisma, zou men kunnen terugkeren naar de situatie van "eenheid" uit de 11e eeuw, waarmee een voorwaarde voor de theocratie zou zijn geschapen. Hij werkte nauw samen met J. G. Strossmayer, aartsbisschop van Djakovo, die de Slavische volkeren wilde unificeren met het Westen onder leiding van de Paus. In 1888 reisde hij naar Parijs met zijn laatste, in het Frans geschreven, boek, Rusland en de Universele Kerk, maar had weinig succes bij de Franse gelovigen.
Vanwege zijn sympathie voor het als on-Russisch beschouwde katholicisme raakte hij steeds meer in moeilijkheden. Hij verloor zijn optimisme dat de geschiedenis probleemloos zou overgaan in een theocratische samenleving. Solovjovs tanend vertrouwen veranderde in pessimisme; hij beschouwde de opkomende filosofie van Friedrich Nietzsche en Lev Tolstoj als negatief en was achterdochtig jegens alle vooruitgangsgeloof.

## Invloed
Aan het begin van de 20e eeuw hebben vrijwel alle Russische intellectuelen hun plaats bepaald ten opzichte van de ideeën van Solovjov, totdat zijn persoon als gevolg van de revolutie uit de publieke discussie verdween. Zijn verbinding van het universalisme van de Rooms-Katholieke Kerk met een Slavische politieke staatsvorm heeft eveneens invloed uitgeoefend op de panslavistische beweging. 
In West-Europa hebben zich mensen met verschillende achtergronden met het werk van Solovjov beziggehouden, zo de Tsjechoslowaakse president Tómaš Masaryk, de symbolist Andrej Bely en de theoloog Hans Urs von Balthasar. Voor veel christenen, bijvoorbeeld voor Johannes Paulus II, geldt Solovjov als een pionier van de oecumenische beweging. Tegenwoordig wint Solovjov ook aan belangstelling vanwege zijn literaire werk.

## Werken
- Krisis van de westerse wijsbegeerte (Bergen op Zoom 2006); 978-90-76921-16-7
- Korte vertelling van de Antichrist (Bergen op Zoom 2004); 978-90-76921-07-5
- Over liefde (met daarin de opstellen De betekenis van de liefde en Het levensdrama van Plato) (Bergen op Zoom 2001); 978-90-5573-230-8